# Carl Fredrik Nyman
Carl Fredrik Nyman (1820, Estocolm - 1893, ibíd.) va ser un botànic suec especialitzat en els briòfits.
Nyman va ser curador al "Riksmuseum d'Estocolm". Junt amb Heinrich Wilhelm Schott i Karl Georg Theodor Kotschy, publicaren Analecta botanica, el 1854.

## Obra
- Conspectus Florae Europaeae amb 4 parts: 1 - setem 1878; 2 - oct 1879; 3 - prob. jul 1881; 4 - oct 1882 Additamenta - dic 1885
- Sylloge Florae Europaeae...Oerebroae, 1885
- Nyman, CF; S Jacobsson. Utkast Till Svenska Vaxternas Naturhistoria, Eller, Sveriges Fanerogamer Skildrade I Korthet Med Deras Vaxtstallen Och Utbredning M.M., Deras Egenskaper, Anvandning Och Historia I Allmanhet. Ed. Gidlund. ISBN 91-7021-303-8

## Honors

### Eponimia
Gèneres
- (Meliaceae) Nymania Lindb.[1]

- (Euphorbiaceae) Nymania K.Schum.[2]

Espècies (27 + 2 + 2 + 1)
- (Asclepiadaceae) Cryptolepis nymanii (K.Schum.) P.I.Forst.[3]

- (Elaeocarpaceae) Sloanea nymanii K.Schum. & A.C.Sm.[4]

- (Fagaceae) Lithocarpus nymanianus Rehder[5]

- (Meliaceae) Dysoxylum nymanianum Harms[6]

- (Orchidaceae) Habenaria nymaniana Schltr.[7]